# Pali
El pali (en pāḷi: पाळि) és una llengua indoeuropea de la família indoària que es parlava antigament a l'Índia. Avui dia encara es fa servir com a llengua litúrgica en el budisme theravada.
Les primeres evidències arqueològiques de l'existència del pali canònic provenen de les inscripcions de ciutats estat pyu trobades a Birmània i datades des de mitjan segle V fins a mitjan VI dC.
El terme pāḷi significa ‘el text’ o ‘la línia’, en referència a les línies de fulles de palma que s'utilitzaven com a suport de l'escriptura.

## Història

### Etimologia
La paraula 'Pali' s'utilitza com a nom per a la llengua del cànon Theravada. La paraula sembla tenir els seus orígens en tradicions relacionades amb els comentaris, on el Pāli (en el sentit de la línia del text original citat) es distingia del comentari o traducció vernacular que el seguia en el manuscrit. Kenneth Roy Norman suggereix que la seva aparició es va basar en un malentès del compost pāli-bhāsa, amb pāli interpretat com el nom d'una llengua en particular. :1
El nom Pali no apareix a la literatura canònica, i en la literatura de comentaris de vegades se substitueix per tanti, que significa un llinatge. Aquest nom sembla haver sorgit a Sri Lanka a principis del segon mil·lenni dC durant un ressorgiment de l'ús del pali com a llengua cortesana i literària.
Com a tal, el nom de la llengua ha provocat cert debat entre estudiosos de tots els temps; l'ortografia del nom també varia, trobant-se tant amb "ā" llarga [ɑː] com amb "a" curta [a], i també amb un so retroflex o no. Tant l'ā llarg com el retroflex es veuen a la representació ISO 15919 / ALA-LC, Pāḷi; tanmateix, fins avui no hi ha una grafia única i estàndard del terme, i les quatre grafies possibles es poden trobar als llibres de text. Robert Caesar Childers tradueix la paraula com "sèrie" i afirma que la llengua "porta l'epítet com a conseqüència de la perfecció de la seva estructura gramatical".

### Origen geogràfic
Hi ha una confusió persistent pel que fa a la relació de Pāḷi amb la llengua vernacla parlada a l'antic regne de Magadha, que es trobava a l'actual Bihar i al voltant de l'actual Bengala. A partir dels comentaris de Theravada, Pali es va identificar amb 'Magahi', la llengua del regne de Magadha, i es va considerar que també era la llengua que el Buda va utilitzar durant la seva vida. Al segle xix, l'orientalista britànic Robert Caesar Childers va argumentar que el nom veritable o geogràfic de la llengua pali era Magadhi Prakrit, i que com que pāḷi significa "línia, fila, sèrie", els primers budistes van ampliar el significat del terme per significar "una sèrie de llibres", de manera que pāḷibhāsā significa "llengua dels textos".
Tanmateix, els estudis moderns han considerat el pali com una barreja de diverses llengües pràcrit al voltant del segle III aC, combinades i parcialment sànscrites. No hi ha cap dialecte testimoniat de l'indoari mitjà amb totes les característiques del pali. :5A l'era moderna, ha estat possible comparar el pali amb inscripcions que se sap que es troben en Magadhi Prakrit, així com altres textos i gramàtiques d'aquesta llengua. Tot i que cap de les fonts existents documenta específicament el magadhi anterior a Ashokan, les fonts disponibles suggereixen que el pali no és equiparable amb aquest idioma.
Els estudiosos moderns generalment consideren que el pali s'origina d'un dialecte occidental, més que d'un oriental. El pali té algunes similituds amb els edictes d'Aixoka occidentals a Girnar a la regió de Saurashtra i amb el Prakrit central-occidental que es troba a la inscripció Hathigumpha oriental. :5 Aquestes similituds porten els estudiosos a associar Pali amb aquesta regió de l'oest de l'Índia. No obstant això, Pali conserva algunes característiques orientals que s'han anomenat magadhismes.
El paḷi, com a llengua indoària mitjana, és diferent del sànscrit clàssic més pel que fa a la seva base dialectal que pel que fa al moment del seu origen. Una sèrie de les seves característiques morfològiques i lèxiques mostren que no és una continuació directa del sànscrit Ṛgvedic. En canvi descendeix d'un o més dialectes que, malgrat moltes similituds, eren diferents del Ṛgvedic.

### Història primerenca

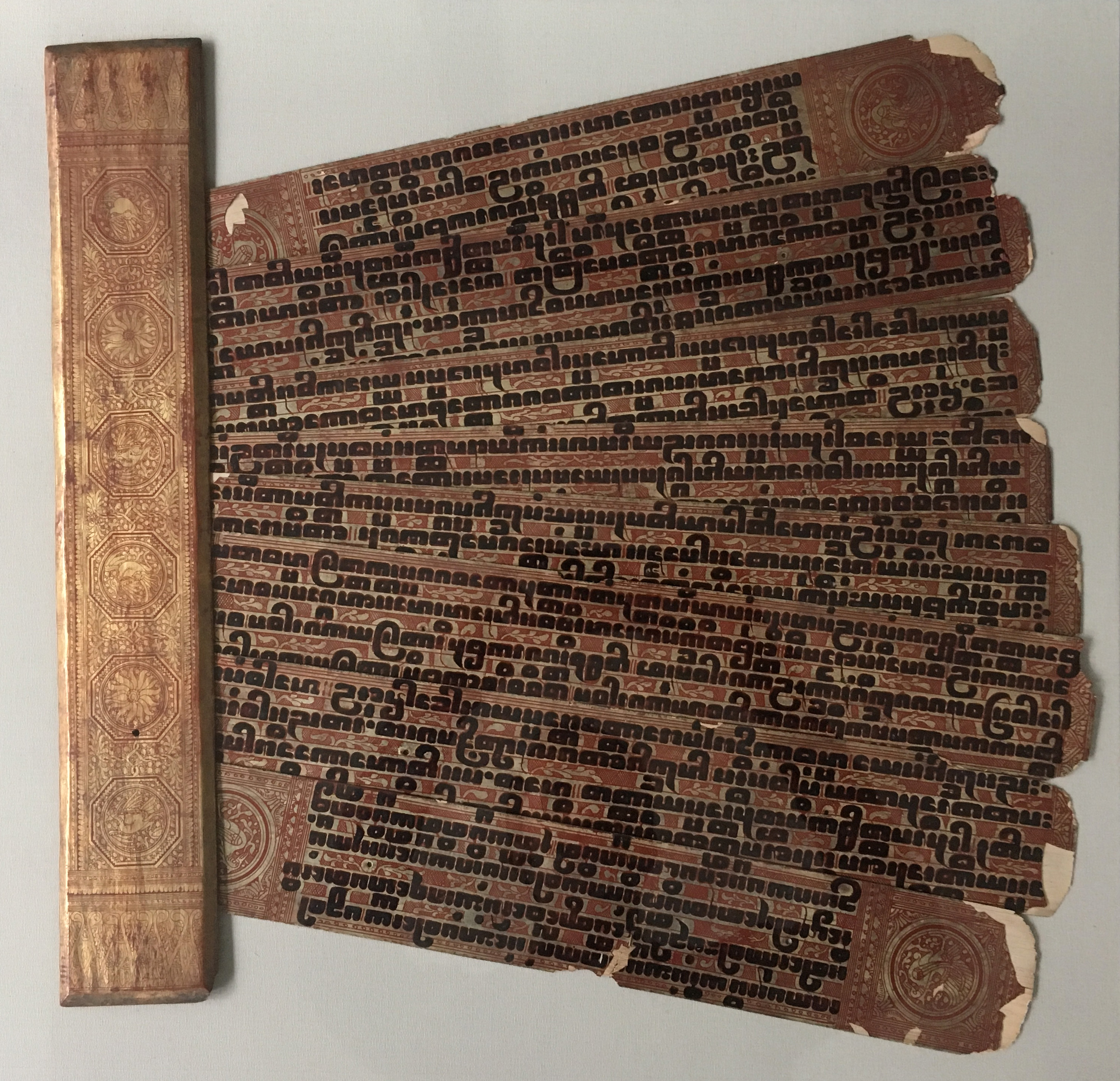
Kammavācā birmà del segle XIX (confessió per als monjos budistes), escrita en pali sobre fulla de palmera daurada

Els comentaris Theravada es refereixen a la llengua pali com Magadhi o la llengua de Magadha. :2Aquesta identificació apareix per primera vegada als comentaris, i pot haver estat un intent dels budistes d'associar-se més estretament amb l'Imperi Màuria.
No obstant això, només alguns dels ensenyaments de Buda van ser lliurats al territori històric del regne de Magadha. Els estudiosos consideren probable que ensenyés en diversos dialectes estretament relacionats de l'indoari mitjà, que tenien un alt grau d'intel·ligibilitat mútua.
La tradició Theravada, tal com consta en cròniques com el Mahavansa, afirma que el Tipitaka es va escriure per primera vegada durant el segle I aC. :5Aquest allunyament de la tradició anterior de preservació oral va estar motivat per la por a la fam, la guerra i la creixent influència de la tradició rival de l'Abhayagiri Vihara. :5Aquest relat és generalment acceptat pels estudiosos, tot i que hi ha indicis que el pali ja s'havia començat a registrar per escrit en aquesta data. :5 En aquest punt de la seva història, els estudiosos consideren probable que el pali ja hagués experimentat una certa assimilació inicial amb el sànscrit, com la conversió del bamhana de l'índic mitjà al més familiar brāhmana sànscrit que els brahmans contemporanis usaven per identificar-se. :6
A Sri Lanka, es creu que el pali va entrar en un període de decadència que va acabar al voltant del segle IV o V (a mesura que el sànscrit va augmentar en protagonisme i, simultàniament, a mesura que els seguidors del budisme es van convertir en una part més petita del subcontinent), però finalment va sobreviure. El treball de Buddhaghosa va ser en gran part responsable de la seva reaparició com a llenguatge acadèmic important en el pensament budista.
Amb poques excepcions, es creu que tot el corpus de textos en pali conegut avui en dia deriva del Gran Vihara d'Anuradhapura a Sri Lanka. Tot i que existeixen proves literàries de Theravadins a l'Índia continental que van sobreviure fins al segle XIII, no s'ha recuperat cap text en pali atribuïble específicament a aquesta tradició. Alguns textos (com el Milindapanha) poden haver estat compostos a l'Índia abans de ser transmesos a Sri Lanka, però les versions supervivents dels textos són les conservades pels Mahavihara a Ceilan i compartides amb monestirs del sud-est asiàtic de Theravada.
Les primeres inscripcions en pali trobades al sud-est asiàtic continental són del primer mil·lenni dC, algunes possiblement daten del segle IV. Les inscripcions es troben al que ara són Birmània, Laos, Tailàndia i Cambodja i podrien haver-se estès des del sud de l'Índia en lloc de Sri Lanka. Al segle XI, va començar un anomenat "renaixement pali" als voltants de Pagan, que es va estendre gradualment a la resta del sud-est asiàtic continental a mesura que les dinasties reials patrocinaven llinatges monàstics derivats del Mahavihara d'Anuradhapura. Aquesta època també es va caracteritzar per l'adopció de convencions sànscrites i formes poètiques (com ara kavya) que no havien estat característiques de la literatura pali anterior. Aquest procés va començar ja al segle v, però es va intensificar a principis del segon mil·lenni a mesura que els textos en pali sobre poètica i composició inspirats en formes sànscrites van començar a créixer en popularitat. Una fita d'aquest període va ser la publicació del Subodhalankara durant el segle xiv, una obra atribuïda a Sangharakkhita Mahāsāmi i inspirada en el sànscrit Kavyadarsa.
Peter Masefield va dedicar una investigació considerable a una forma de pali coneguda com a pali indoxinès o "Kham Pali". Fins ara, aquesta s'ha considerat una forma degradada de pali, però Masefield afirma que un examen posterior d'un corpus de textos molt considerable probablement mostrarà que es tracta d'un dialecte pali coherent internament. El motiu dels canvis és que algunes combinacions de caràcters són difícils d'escriure en aquests guions. Masefield afirma, a més, que després de la tercera reintroducció del budisme Theravada a Sri Lanka (La Secta Siyamese), els registres a Tailàndia afirmen que també es van perdre un gran nombre de textos. Sembla que quan l'ordenació monàstica es va extingir a Sri Lanka, també es van perdre molts textos. Per tant, el cànon pali de Sri Lanka s'havia traduït primer al pali indoxinès, i després de nou al pali.
Malgrat l'expansió del nombre i la influència dels monàstics derivats de Mahavihara, aquest ressorgiment de l'estudi en pali no va donar lloc a la producció de cap obra literària nova en pali. Durant aquesta època, les correspondències entre les corts reials de Sri Lanka i el sud-est asiàtic continental es van dur a terme en pali, i es van produir gramàtiques dirigides als parlants de cingalès, birmà i altres idiomes. L'aparició del terme "Pali" com a nom de la llengua del cànon Theravada també es va produir durant aquesta època.

#### Manuscrits i inscripcions
Tot i que el pali és generalment reconegut com una llengua antiga, cap evidència epigràfica o manuscrita ha sobreviscut des de les èpoques més primerenques. Les primeres mostres de pali descobertes són inscripcions que es creu que daten del segle V al VIII, situades al sud-est asiàtic continental, concretament al centre de Siam i a la baixa Birmània. Aquestes inscripcions solen consistir en breus fragments del Cànon Pali i textos no canònics, i inclouen diversos exemples del vers Ye dhamma hetu.
El manuscrit pali més antic que es va trobar es va descobrir al Nepal i data del segle ix. Té la forma de quatre folis de palma, utilitzant una escriptura de transició derivada de l'escriptura gupta per escriure un fragment del Cullavagga. Els manuscrits més antics coneguts de Sri Lanka i el sud-est asiàtic daten dels segles XIII-XV, amb pocs exemples supervivents. Han sobreviscut molt pocs manuscrits de més de 400 anys, i els manuscrits complets dels quatre Nikaya només estan disponibles en còpies del segle XVII i posteriors.

#### Recerca occidental
El pali va ser esmentat per primera vegada a la literatura occidental a les descripcions de Simon de Loubere dels seus viatges al regne de Siam. Una gramàtica i un diccionari primerencs van ser publicats pel missioner metodista Benjamin Clough el 1824, i un estudi inicial fou publicat per Eugène Burnouf i Christian Lassen el 1826 (Essai Sur Le Pali, Ou Langue Sacree de La Presqu'ile Au-Dela Du Gange). El primer diccionari pali-anglès modern va ser publicat per Robert Childers el 1872 i el 1875. Després de la fundació de la Pali Text Society, els estudis sobre el pali anglesos van créixer ràpidament i el diccionari de Childer va quedar obsolet. La planificació d'un nou diccionari va començar a principis dels anys 1900, però els retards (incloent-hi l'esclat de la Primera Guerra Mundial) van fer que el treball no s'acabés fins al 1925.
T. W. Rhys Davids al seu llibre Buddhist India, i Wilhelm Geiger al seu llibre Pāli Literature and Language, van suggerir que el pali podria haver-se originat com una llengua franca o llengua comuna de cultura entre les persones que utilitzaven diferents dialectes al nord de l'Índia, utilitzats al nord de l'Índia durant l'època de Buda i que per això ell va emprar. Un altre erudit afirma que en aquella època era "un a llengua vernacle refinada i elegant de tota la gent de parla ariana". La investigació moderna no ha arribat a un consens sobre la qüestió; hi ha una varietat de teories conflictives amb partidaris i detractors. Després de la mort de Buda, el pali podria haver evolucionat entre els budistes a partir del llenguatge del Buda com un nou llenguatge artificial. RC Childers, que sostenia la teoria que el pali era simplement magadhi antic, va escriure: "Si Gautama no hagués predicat mai, és poc probable que el magadhese s'hagués distingit dels molts altres vernacles de l'Hindustan, excepte potser per una gràcia i força inherents que el fan una mena de llengua toscana entre els prakrits".

#### Estudis moderns
Segons K. R. Norman, les diferències entre diferents textos dins del cànon suggereixen que conté material de més d'un únic dialecte. :2 També suggereix que és probable que els viharas del nord de l'Índia tinguessin col·leccions separades de material, conservat en el dialecte local. :4 En el primer període és probable que no calgués cap grau de traducció per comunicar aquest material a altres àrees. Al voltant de l'època d'Aixoka hi havia hagut més divergència lingüística i es va intentar reunir tot el material. :4 És possible que com a resultat d'aquest procés sorgís una llengua força propera al pali del cànon com a compromís dels diversos dialectes en què s'havia conservat el material més antic, i aquesta llengua va funcionar com a llengua franca entre els budistes orientals a partir d'aleshores. :5 Després d'aquest període, la llengua va experimentar un petit grau de sànscritització (és a dir, MIA bamhana > brahmana, tta > tva en alguns casos).

Bhikkhu Bodhi, resumint l'estat actual de l'erudició, afirma que la llengua està "estretament relacionada amb la llengua (o, més probablement, amb els diferents dialectes regionals) que parlava el mateix Buda". Continua escrivint:
| «               | Els estudiosos consideren aquesta llengua com un híbrid que mostra les característiques de diversos dialectes pràcrit utilitzats al voltant del segle III aC, sotmès a un procés parcial de sànscritització. Tot i que el llenguatge no és idèntic al que el mateix Buda hauria parlat, pertany a la mateixa família de llengües àmplia que els que podria haver fet servir i prové de la mateixa matriu conceptual. Aquest llenguatge reflecteix així el món del pensament que Buda va heretar de la cultura índia més àmplia en la qual va néixer, de manera que les seves paraules capturen els matisos subtils d'aquest món del pensament. | » |
| — Bhikkhu Bodhi | |   |

Segons A. K. Warder, la llengua pali és una llengua prakrit utilitzada en una regió de l'Índia occidental. Warder associa el pali amb el regne indi (janapada) d'Avanti, on es va centrar el Sthavira nikāya. Després de la divisió inicial de la comunitat budista, la Sthavira nikāya va guanyar influència a l'Índia occidental i meridional, mentre que la branca Mahāsāṃghika va tenir influència a l'Índia central i oriental. Akira Hirakawa i Paul Groner també associen el pali amb l'Índia occidental i la Sthavira nikāya, citant les inscripcions de Saurashtran, que són lingüísticament més properes a la llengua pali.

#### Altres punts de vista
Tot i que en la tradició bramànica es deia que el sànscrit era la llengua immutable parlada pels déus en què cada paraula tenia un significat inherent, aquestes opinions no eren compartides a les primeres tradicions budistes, en què les paraules eren només signes convencionals i mutables. Aquesta visió de la llengua es va estendre de manera natural al pali i pot haver contribuït al seu ús (com a aproximació o estandardització dels dialectes locals de l'índic mitjà) en lloc del sànscrit. Tanmateix, en el moment de la compilació dels comentaris pali (segles IV o V), els autors anònims descriuen el pali com el llenguatge natural, el llenguatge que en l'inici tenen tots els éssers. :2
Comparable a l'antic egipci, llatí o hebreu en les tradicions místiques d'Occident, sovint es pensava que les recitacions en pali tenien un poder sobrenatural (que es podria atribuir al seu significat, al caràcter del recitador o a les qualitats de la pròpia llengua) i als primers estrats de la literatura budista ja podem veure elements del pali utilitzats per encantaments, com, per exemple, contra la mossegada de les serps. Molta gent de les cultures Theravada encara creu que fer un vot en pali té un significat especial i, com a exemple del poder sobrenatural assignat al cant en la llengua, es creu que la recitació de versos en pali alleuja el dolor del part a Sri Lanka. A Tailàndia, es creu que el cant d'una part de l'Abhidhamma és beneficiós per als que s'acaben de morir i aquesta cerimònia ocupa habitualment fins a set dies laborables. No hi ha res en els textos que es relacioni amb aquest tema, i els orígens del costum no són clars.

### Actualitat
El pali es va extingir com a llengua literària a l'Índia continental al segle xiv, però va sobreviure en altres llocs fins al XVIII. Avui en dia, el pali s'estudia principalment per accedir a les escriptures budistes i es canta amb freqüència en un context ritual. La literatura secular de les cròniques històriques del pali, els textos mèdics i les inscripcions també tenen una gran importància històrica. Els grans centres d'aprenentatge pali romanen a Sri Lanka i altres nacions Theravada del sud-est asiàtic: Myanmar, Tailàndia, Laos i Cambodja. Des del segle XIX, diverses societats que treballen pel renaixement dels estudis del pali a l'Índia han promogut la consciència de la llengua i la seva literatura, inclosa la Societat Maha Bodhi fundada per Anagarika Dhammapala.
A Europa, la Pali Text Society ha estat un element important en la promoció de l'estudi del pali per part dels estudiosos occidentals des de la seva fundació el 1881. Amb seu al Regne Unit, la societat publica edicions romanitzades en pali, juntament amb moltes traduccions a l'anglès d'aquestes fonts. El 1869 es va publicar el primer Diccionari Pali utilitzant la recerca de Robert Caesar Childers, un dels membres fundadors de la Societat de Text Pali. Va ser el primer text traduït en pali en anglès i es va publicar el 1872. El diccionari de Childers va rebre el premi Volney el 1876.
La Pali Text Society es va fundar en part per compensar el baix nivell de fons destinats a l'estudi acadèmic dels idiomes, textos, història i cultures del subcontinent indi a l'Anglaterra de finals del segle XIX i la resta del Regne Unit; incongruentment, els ciutadans del Regne Unit no eren tan bons en els estudis de sànscrit i prakrit com Alemanya, Rússia i fins i tot Dinamarca. Fins i tot sense la inspiració de fons colonials com l'antiga ocupació britànica de Sri Lanka i Birmània, institucions com la Biblioteca Reial Danesa han acumulat col·leccions importants de manuscrits en pali i grans tradicions d'estudis en pali.

## Literatura pali
La literatura pali normalment es divideix en textos canònics i no canònics o extracanònics. Els textos canònics inclouen la totalitat del Cànon Pali o Tripitaka. Amb l'excepció de tres llibres col·locats al Khuddaka Nikaya només per la tradició birmana, aquests textos (que estan constituïts pels cinc Nikayas del Sutta Pitaka, el Vinaya Pitaka i els llibres de l'Abhidhamma Pitaka) s'accepta tradicionalment que contenen les paraules del Buda i els seus deixebles immediats per la tradició Theravada.
Els textos extracanònics es poden dividir en diverses categories:
- Comentaris (Atthakatha) que registren detalls i explicacions addicionals sobre el contingut de les escriptures.
- Subcomentaris (ṭīkā) que expliquen i afegeixen continguts als comentaris
- Cròniques (Vaṃsa) que relaten la història del budisme a Sri Lanka, així com els orígens de relíquies i santuaris famosos i els fets de reis històrics i mítics
- Manuals i tractats, que inclouen resums de llibres canònics i compendis d'ensenyaments i tècniques com el Visuddhimagga
- Manuals d'Abhidhamma, que expliquen el contingut de l'Abhidhamma Pitaka

Altres tipus de textos presents a la literatura pali inclouen obres de gramàtica i poètica, textos mèdics, textos astrològics i d'endevinació, cosmologies i antologies o col·leccions de material de la literatura canònica.
Tot i que es creu que la majoria de les obres en pali es van originar amb la tradició de Sri Lanka i després es van estendre a altres regions de Theravada, alguns textos poden tenir altres orígens. El Milinda Panha pot haver-se originat al nord de l'Índia abans de ser traduït del sànscrit o del gandhari. També hi ha una sèrie de textos que es creu que s'han compost en pali a Sri Lanka, Tailàndia i Birmània, però que no es van difondre àmpliament. Aquesta literatura regional pali és actualment relativament poc coneguda, especialment en la tradició tailandesa, ja que molts manuscrits no han estat mai catalogats ni publicats.